# Rue de Bretagne (Laval)
Pour l’article homonyme, voir Rue de Bretagne.
La rue de Bretagne est une voie de la commune française de Laval.

## Situation et accès
Elle prolonge la rue du Général-de-Gaulle. Elle commence dans le centre-ville, et continue vers l'ouest en traversant plusieurs quartiers périphériques. Elle traverse la rocade puis, à la limite avec la commune de Saint-Berthevin, débouche sur l'avenue de Paris.

## Historique
La rue de Bretagne fait partie de la « grande traverse », un axe long de plus de 1 500 mètres qui traverse le centre de Laval d'est en ouest. Cet axe est proposé en 1758 pour créer un évitement au nord de la ville médiévale et ainsi faciliter à la fois le franchissement de la Mayenne, grâce à un nouveau pont, et la traversée de la ville, située sur la route entre Paris et la Bretagne. Les rues projetées traversent des terrains de blanchisseurs, et leur opposition entraîne l'abandon du projet. Celui-ci est repris en 1804 et le nouveau pont est achevé en 1824. La rue de Bretagne, qui correspond à l'extrémité occidentale de la « grande traverse », est lotie après la rue du Général-de-Gaulle (alors rue de Joinville), située plus près du centre.

## Bâtiments remarquables et lieux de mémoire
- Hôtel Courte de la Bougatrière, construit vers 1836, soit lors du lotissement de la rue. Transformé en 1919 pour accueillir les bureaux de la Banque de France.
- Ancien bureau d'octroi du XIXe siècle aux numéros 212/214.